# Tricloruro di rodio idrato
Con il nome tricloruro di rodio idrato si intende il composto chimico di formula RhCl3•3H2O, scritta spesso anche come RhCl3(H2O)3 quando si vuole sottolinearne la struttura di complesso. È disponibile in commercio ed è comunemente impiegato come materiale di partenza per la sintesi di altri composti di rodio. Il tricloruro di rodio esiste inoltre in forma anidra come composto binario RhCl3, insolubile in acqua e scarsamente reattivo, e che non ha utilizzi pratici.

## Sintesi
RhCl3•3H2O si prepara per azione di acido cloridrico sull'ossido di rodio(III) idrato, evaporando quindi a secchezza.

## Proprietà e struttura
RhCl3•3H2O è un solido rosso scuro diamagnetico e igroscopico, costituito in realtà da una miscela di vari complessi, tra cui predominano gli isomeri fac- e mer-[RhCl3(H2O)3].

## Reattività
RhCl3•3H2O si scioglie facilmente in acqua dando soluzioni di colore rossastro. In soluzione sono presenti equilibri di idrolisi tipo
RhCl3(H2O)3 + H2O ⇄ RhCl2(OH)(H2O)3 + H+ + Cl–
In soluzione i leganti acqua e cloruro possono inoltre essere sostituiti, e a seconda delle condizioni si possono ottenere [RhCl6]3–, [Rh(H2O)6]3+ e tutte le specie intermedie. I complessi di Rh(III) sono ottaedrici e in genere cineticamente inerti. La reazione di sostituzione dei leganti può comunque essere sfruttata per preparare vari complessi, come esemplificato qui di seguito.

### Ammine
La reazione con ammoniaca in etanolo porta al pentamminocloro, [Rh(NH3)5Cl]2+. Riducendo questo catione con zinco e aggiungendo un solfato si ottiene l'idruro incolore [Rh(NH3)5H]SO4.

### Tioeteri
In etanolo il RhCl3•3H2O reagisce con tioeteri:
RhCl3(H2O)3 + 3SR2 → RhCl3(SR2)3 + 3H2O
Si sono isolati gli isomeri fac e mer di questi complessi.

### Fosfine terziarie
RhCl3•3H2O reagisce in condizioni blande con fosfine terziarie, come la trifenilfosfina PPh3, per dare complessi analoghi a quelli ottenuti con i tioeteri. Se le reazioni sono condotte in etanolo bollente si ottengono composti come RhCl(PPh3)3, il catalizzatore di Wilkinson. In questo caso, l'etanolo funge probabilmente da riducente, formado acetaldeide:
RhCl3(H2O)3 + 3 PPh3 + CH3CH2OH → RhCl(PPh3)3 + CH3CHO + 2HCl + 3H2O
In alternativa, il riducente potrebbe essere la trifenilfosfina stessa, formando il corrispondente ossido:
RhCl3(H2O)3 + 4PPh3 → RhCl(PPh3)3 + O=PPh3 + 2HCl + 2H2O

### Piridina
Per ebollizione in una miscela di etanolo e piridina (py) si ottiene trans-[RhCl2(py)4]Cl. In assenza di etanolo si ottiene invece fac-RhCl3(py)3, in analogia alla reazione con i tioeteri. Per ossidazione di una soluzione di piridina e RhCl3(H2O)3 all'aria si ottiene il composto blu paramagnetico [Cl(py)4Rh-(μ-O2)-Rh(py)4Cl]5+.

### Alcheni
La reazione di RhCl3(H2O)3 con olefine forma composti tipo [Rh2(alchene)4Cl2]. In genere in questa reazione si utilizzano dialcheni come norbornadiene e 1,5-cicloottadiene. I complessi con gli alcheni sono molto reattivi, come illustrato dal fatto che la reazione in etanolo tra 1,3-cicloottadiene e RhCl3(H2O)3 porta alla formazione del complesso contenente 1,5-cicloottadiene. I leganti diolefinici possono essere rimossi per sostituzione con il legante cianuro.

### Monossido di carbonio
Agitando una soluzione in metanolo di RhCl3(H2O)3 a contatto con una pressione di 1 bar di monossido di carbonio si produce l'anione dicarbonilediclororodiato(I), [Rh(CO)2Cl2]−. Trattando RhCl3(H2O)3 solido con un flusso di CO si ottiene [Rh(CO)2Cl]2, un solido rosso che a sua volta si scioglie in alcoli alla presenza di ioni cloruro per formare l'anione dicloruro sopra menzionato. 

## Catalizzatori a base di rodio
Soprattutto a partire dagli anni sessanta fu dimostrato che RhCl3(H2O)3 è un catalizzatore attivo per varie reazioni che coinvolgono CO, H2 e alcheni. Ad esempio, RhCl3(H2O)3 provoca la dimerizzazione dell'etilene formando una miscela di cis- e trans-2-butene.
2C2H4 → CH3-CH=CH-CH3
(Sfortunatamente la reazione non funziona con alcheni superiori.)
Nei decenni successivi sono stati sviluppate nuove reazioni in solvente organico, usando catalizzatori a base di rodio con leganti inorganici al posto dell'acqua. Si trovò così che la dimerizzazione dell'etilene è catalizzata da Rh2Cl2(C2H4)4. Questa reazione catalitica e altre simili hanno fatto sviluppare il nuovo campo della catalisi omogenea, dove catalizzatore e substrato sono sciolti nello stesso solvente. In precedenza la maggior parte dei catalizzatori metallici erano usati in catalisi eterogenea, dove i catalizzatori erano solidi e i substrati erano liquidi o gassosi.
Un significativo passo avanti nella catalisi omogenea fu la scoperta che i complessi contenenti 
PPh3 sono buoni catalizzatori solubili in solventi organici. Il complesso più famoso è il catalizzatore di Wilkinson, RhCl(PPh3)3, che catalizza idrogenazione e isomerizzazione di alcheni. Il complesso RhH(CO)(PPh3)3 catalizza invece l'idroformilazione di alcheni. La catalisi con rodio è così efficiente da aver soppiantato la tecnologia precedente basata su catalizzatori di cobalto meno cari.